# いいわけ (シャ乱Qの曲)
「いいわけ」は、シャ乱Qの10枚目のシングル。1996年4月24日にBMG JAPANから発売された。

## 解説
- 前作から6か月でのリリース。タイトル曲はフジテレビ系木曜劇場『Age,35 恋しくて』の主題歌に使用され、ドラマのオープニングタイトルにはシャ乱Qメンバーの演奏シーンが挿入された。
- カップリングの「こんなにあなたを愛しているのに」は同ドラマの挿入歌に使用された。また、「こんなにあなたを愛しているのに」と全く同じメロディで歌詞だけ変更した楽曲「不偏愛」も同ドラマの挿入歌（「こんなにあなたを愛しているのに」と週替わりで使用）となっており、「不偏愛」は1999年3月に発売されたシングルコレクション『ベストアルバム おまけつき '96〜'99』に収録された。
- 映画『シャ乱Qの演歌の花道』では「いいわけ」の演歌バージョンが製作され（編曲は船山基紀）、尾藤イサオが歌っている。
- 1996年度カラオケチャート年間10位。

## チャート成績
累計99.2万枚を売り上げた（オリコン調べ）。日本レコード協会の集計（出荷枚数）ではミリオンセラーに認定されている。

## 収録曲
1. いいわけ
作詞･作曲:つんく 編曲:シャ乱Q
2. こんなにあなたを愛しているのに
作詞:まこと 作曲:はたけ 編曲:シャ乱Q
3. いいわけ (inst.)
4. こんなにあなたを愛しているのに (inst.)

## 楽曲の収録アルバム
- シングルベスト10★おまけつき★ (#1)
- GOLDEN Q (#1,2)
- BEST OF HISTORY (#1,2)
- シャ乱Qハタチのベスト・アルバムDVDつき (#1,2)
- GOLDEN☆BEST シャ乱Q (#1,2)